# Polyrhachis geminata
Polyrhachis geminata är en myrart som beskrevs av Mann 1919. Polyrhachis geminata ingår i släktet Polyrhachis och familjen myror. Inga underarter finns listade i Catalogue of Life.